# Шадрасак-Кіб'я
Шадраса́к-Кіб'я́ (рос. Шадрасак-Кибья) — присілок у складі Алнаського району Удмуртії, Росія.

## Населення
Населення — 184 особи (2010; 212 в 2002).
Національний склад станом на 2002 рік:
- удмурти — 96 %

## Урбаноніми[3]
- вулиці — Миру, Садова, Радянська, Труда, Шкільна
- провулки — Клубний, Річковий